# Cyanolanius madagascarinus
Cyanolanius madagascarinus là một loài chim trong họ Vangidae.
Đây chi đơn loài Cyanolanius. Loài này được tìm thấy ở Comoros, Madagascar, và Mayotte, nơi môi trường sống tự nhiên của chúng là rừng khô nhiệt đới hoặc cận nhiệt đới và rừng ẩm vùng đất thấp nhiệt đới hoặc cận nhiệt đới.
Một đơn vị phân loại được tìm thấy trên quần đảo Comoros được hầu hết các tác giả xem là một phân loài của loài này (C. comorensis m.), Mặc dù đơn vị này đôi khi được coi là một loài riêng biệt, Cyanolanius comorensis.